# Annemarie Schimmel
Annemarie Schimmel (7. dubna 1922 Erfurt – 26. ledna 2003 Bonn) byla uznávaná německá orientalistka a islamoložka. V letech 1967–1992 byla profesorkou Harvardovy Univerzity.

## Život a kariéra
Narodila se v Erfurtu do protestantské rodiny. Střední školu dokončila v 15 letech a poté věnovala půl roku dobrovolnictví v Reichsarbeitsdienst. Na berlínskou univerzitu nastoupila roku 1939. Během studia ji velmi ovlivnil profesor Hans Heinrich Schaeder, který se zabýval dílem Džaláleddína Balchí Rúmího. V prosinci 1941 obhájila doktorát prací Die Stellung des Kalifen und der Qadis im spätmittelalterlichen Ägypten. Začala pracovat na německém ministerstvu zahraničí, ve volném čase si doplňovala vzdělání. Po II. světové válce byla v květnu 1945 na několik měsíců zadržena americkými úřady pro podezření z kolaborace s nacisty. Podezření se nepotvrdilo a o rok později se stala profesorkou arabských a islámských studií na Marburské univerzitě. V padesátých letech se vdala, ale život ženy v domácnosti jí nevyhovoval, proto se vrátila zpět k akademické kariéře. V roce 1954 získala další doktorát z religionistiky (Religionswissenschaft).

### Odchod z Německa
Zlom v jejím životě nastal, když byla navržena jako profesorka historie náboženství na univerzitu v Ankaře. Stala se tak první ženou a zároveň první nemuslimkou vyučující teologii. V Turecku strávila 5 let. Poté dalších 25 na Harvardu. Během života v kampusu Harvardovy univerzity často navštěvovala New York jako konzultantka Metropolitního muzea. V 80. letech patřila do editačního týmu Encyklopedie náboženství publikované v 16 svazcích pod záštitou Mircea Eliadeho. Po odchodu do důchodu roku 1992 byla jmenována emeritní profesorkou indo-muslimské kultury a čestnou profesorkou univerzity v Bonnu. Opustila Harvard a vrátila se do rodného Německa, kde v roce 2003 zemřela.

## Vyznamenání
- Hvězda znamenitosti – Pákistán
- Půlměsíc znamenitosti – Pákistán
- Řád přátelství – Uzbekistán, 27. března 2002 – udělil prezident Islam Karimov za velké zásluhy při studiu a propagaci bohatého kulturního a duchovního dědictví a historie uzbeckého lidu, jakož i za významný přínos k rozvoji spolupráce mezi Uzbekistánem a Německem[1]